# Wildwasseranlage

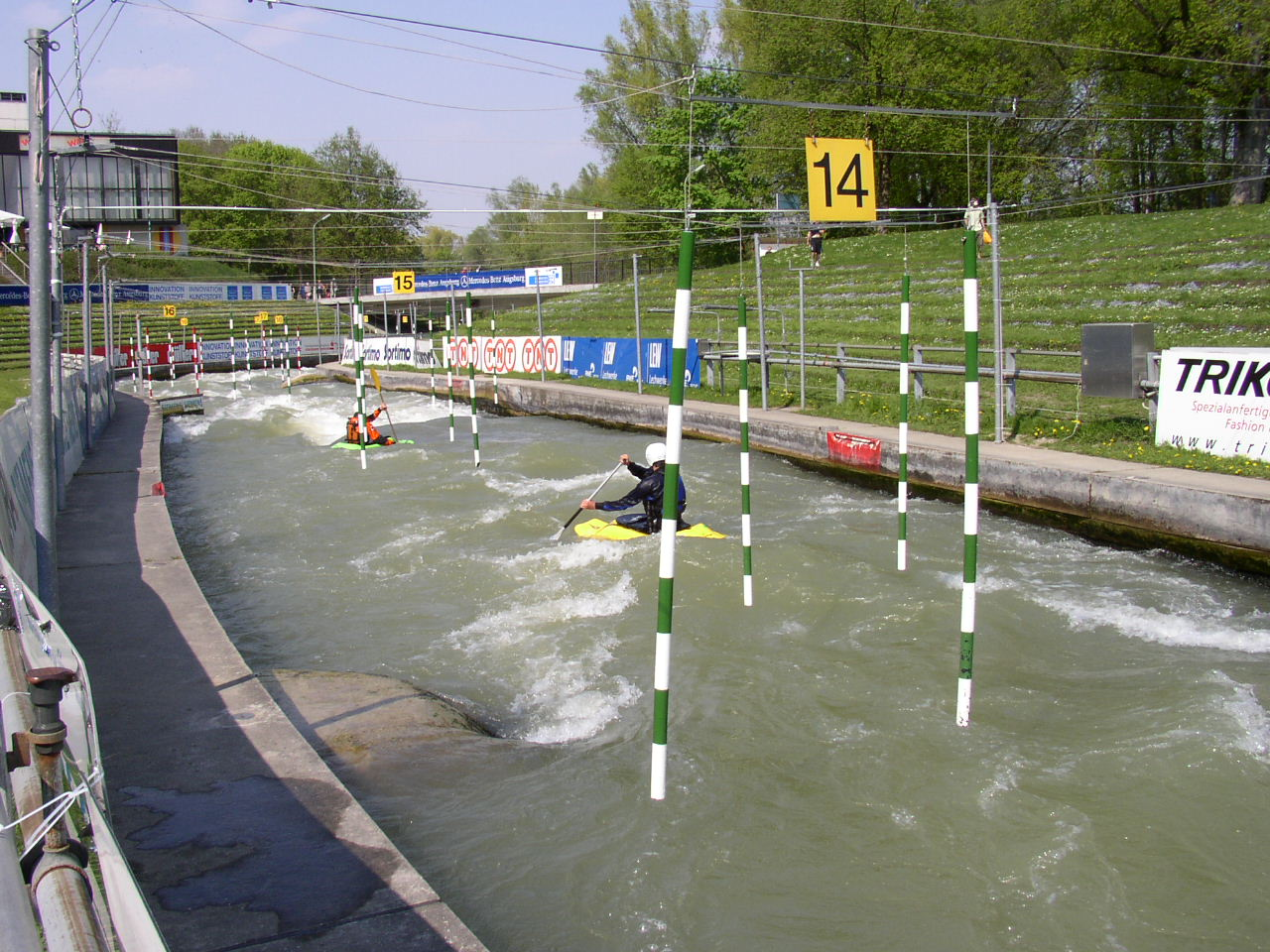
Wildwasserstrecke am Eiskanal in Augsburg

Eine Wildwasseranlage ist eine künstlich angelegte Wildwasserstrecke für das Wildwasserpaddeln, Playboating, Hydrospeed, Sit-on-Top und Rafting, sowie zum Trainieren und für Wettkämpfe im Wildwasserrennsport, Kanuslalom und Freestyle.

## Künstliches Wildwasser

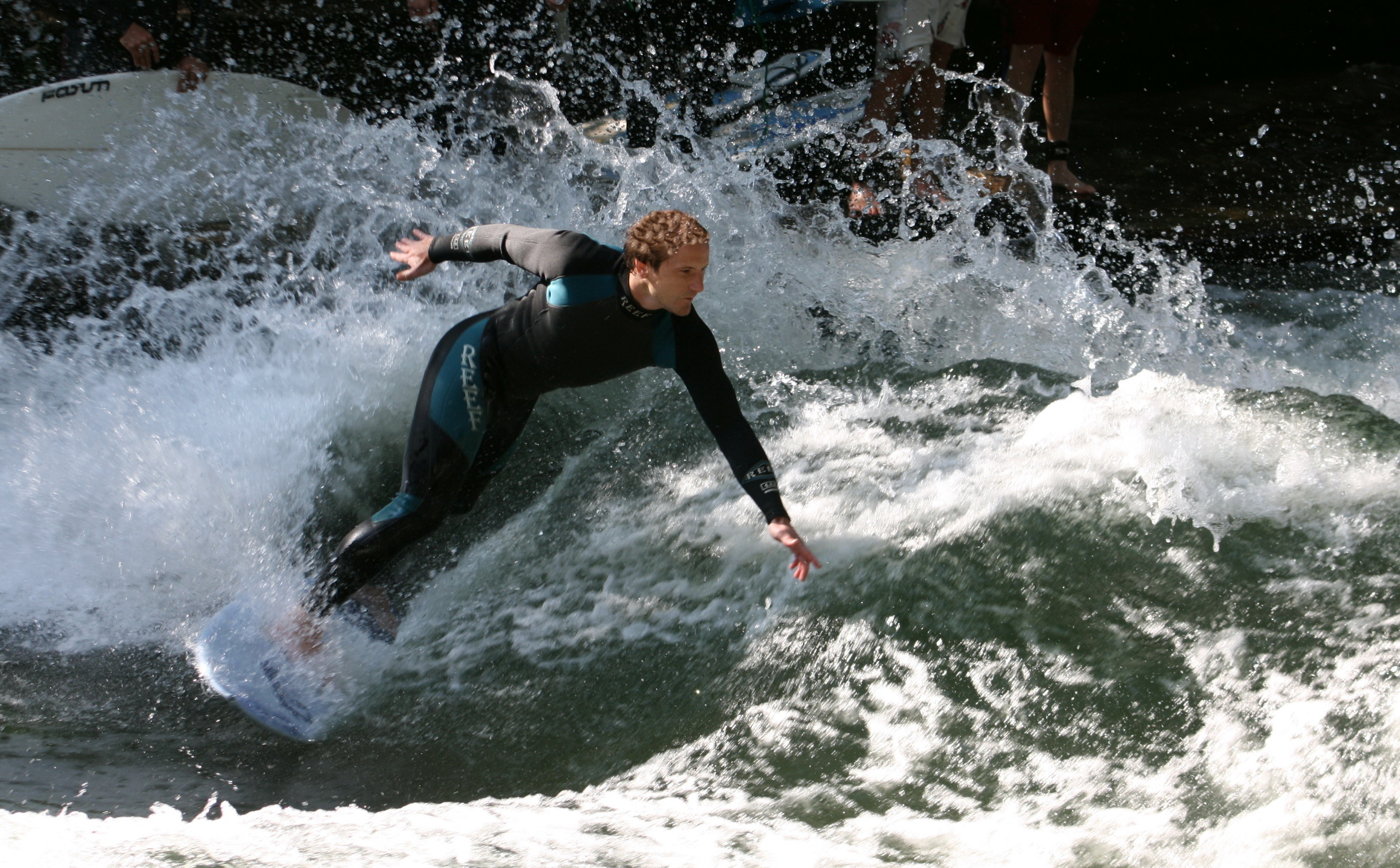
Surfer auf der stehenden Welle im Münchner Eisbach

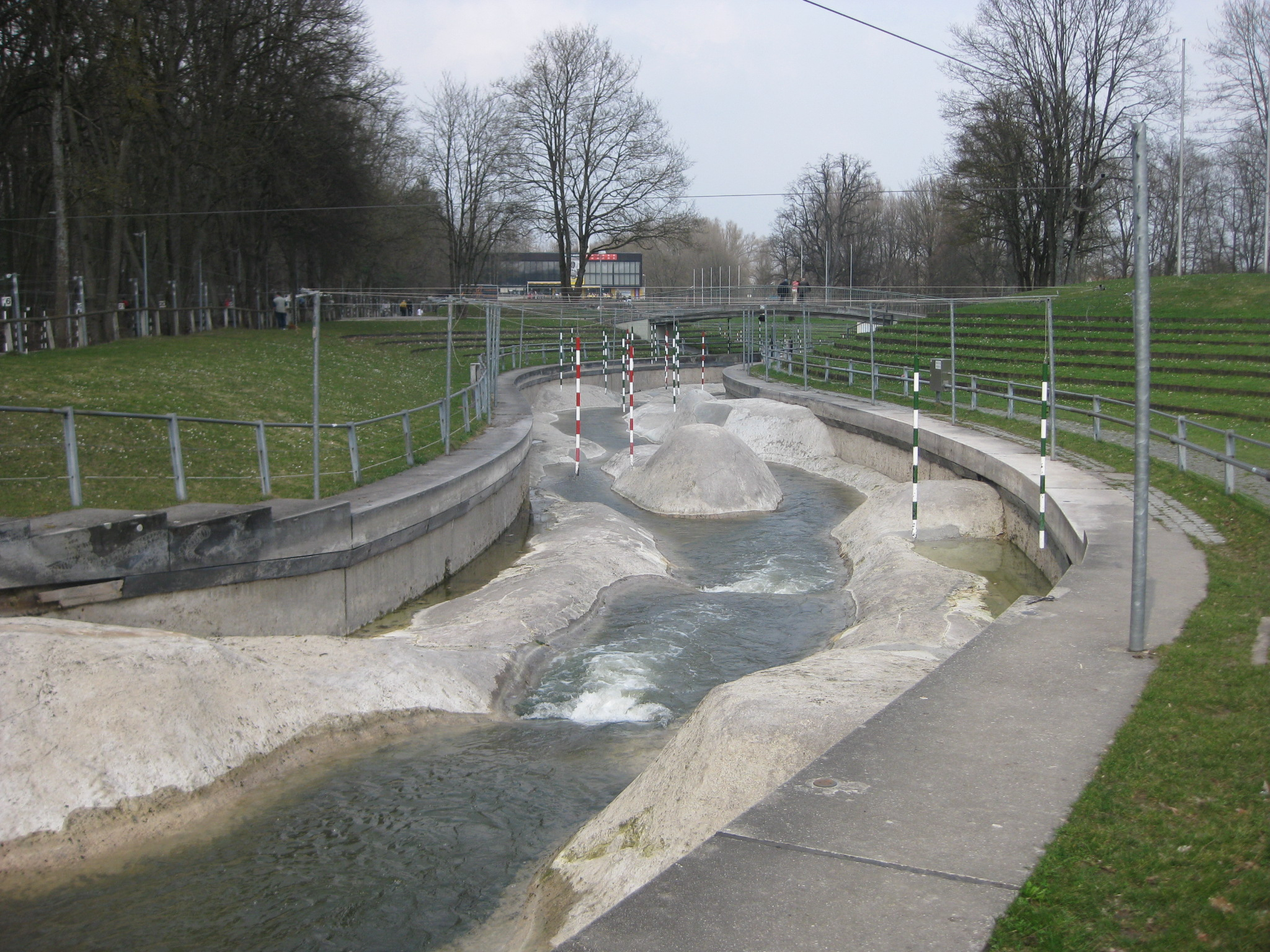
Eiskanal in Augsburg ohne Wasser, mit abgerundeten Betonhindernissen

### Künstliche Wellen
Die einfachste Form von künstlichem Wildwasser ist eine nachgeahmte stehende Welle in einem natürlichen Flussbett, wie beispielsweise die beiden stehenden Wellen in der Mur unter der Erzherzog-Johann- und der Radetzkybrücke in Graz. Häufig finden sich künstliche Wellen auch an Bauwerken, die für einen anderen Zweck gebaut wurden, beispielsweise am Ausfluss einer Pegelfassung oder an künstlichen Stufen, die zur Minderung der Fließgeschwindigkeit in einen Fluss gebaut wurden.
Künstliche Wellen können auch in einen Kanal eingebaut werden, wie die Eisbach-Welle in München. Künstliche stehende Wellen sind nicht nur bei Kanuten beliebt, sondern auch bei Surfern.

### Künstliche Wildwasserstrecken
Künstliche Wildwasserstrecken können auch nebenbei beim Wasserbau entstehen. So werden nicht selten in Außenkurven von schnell fließenden Flüssen in regelmäßigen Abständen Steinverhaue eingebaut, welche einerseits die Fließgeschwindigkeit bremsen und andererseits Kehrwässer bilden. Beispiele sind die Lieserschlucht bei Spittal oder die Thur bei Gütighausen (Koordinaten: Lage, auf dem Satellitenbild sind die Steinverhaue in der Aussenkurve sichtbar).

### Künstliche Wildwasseranlagen
Eine künstliche Wildwasseranlage besteht aus mehreren aneinandergereihten Hindernissen, die für den Wassersport gebaut wurden. Sie kann entweder in einem natürlichen Flussbett eingebaut werden oder in einem künstlichen Wildwasserkanal. Gegenüber einer natürlichen Wildwasserstrecke bieten Wildwasseranlagen mehrere Vorteile. Im Wettbewerb und im Training können künstliche Anlagen für gleichmäßigere Bedingungen sorgen. Sie sind gut zugänglich, wohingegen natürliche Strecken typischerweise in abgelegenen Gebirgstälern liegen. Wildwasseranlagen sind sicherer, da dort unterspülte Ufer und ähnliche Gefahrenquellen nach Möglichkeit ausgeschlossen werden. Der Wasserpegel kann oft durch Schleusen beeinflusst werden und es gibt in der Regel keine gefährlichen Pegelschwankungen (Sunk und Schwall) durch Wasserkraftwerke.
Künstliche Anlagen kompensieren zumindest teilweise den mit dem zunehmenden Bau von Wasserkraftwerken einhergehende Verlust von natürlichen Wildwasserstrecken auf Wildflüssen und Wildbächen.

## Bau und Funktion
Wildwasseranlagen benötigen einen Höhenunterschied und genügend Wasser, damit die Strömung stark genug ist. Sie funktionieren entweder durch Einspeisung aus einem natürlichen Fluss, durch Pumpen, oder über die Tide.
Über veränderbare Einbauten und eine regulierbare Wasserströmung können mehrere Kombinations- und Variationsmöglichkeiten von Hindernissen und Wasserströmung eingestellt werden. Damit lassen sich sehr hohe Schwierigkeitsgrade erreichen, ohne unnötige Gefährdung der Wassersportler.

Kanuslalomstrecke der Olympischen Spiele 2004 in Athen

Bei Wildwasserkanälen mit Pumpen wird das Wasser wieder hochgepumpt, nachdem es die Strecke heruntergeflossen ist. 
Für die olympische Kanusportart Kanuslalom muss die Paddel-Strecke bestimmte Kriterien erfüllen. Deshalb wurden im Zuge von Olympischen Spielen bereits mehrere Wildwasseranlagen mit Pumpen gebaut, wenn die austragende Stadt keine Strecke mit natürlichem Fluss in der Nähe besitzt. Die hohen Kosten für die Errichtung einer Anlage mit Pumpen gaben Anlass zu der Überlegung, den Kanuslalom aus den olympischen Sportarten zu streichen.

## Geschichte
Als erste künstliche Wildwasseranlage wurde für die Olympischen Spiele 1972 der Augsburger Eiskanal gebaut. In Sydney entstand das Penrith Whitewater Stadium für die Spiele 2000. In Athen wurde das Olympiako Kentro Kanoe/Kagiak Slalom im Helliniko Olympic Complex für die Spiele 2004 gebaut. Für die Bewerbung Leipzigs als Kandidat für Olympia 2012 entstand in Markkleeberg eine Wildwasserstrecke am Markkleeberger See. Nach Sydney und Athen wurde hier die dritte künstliche Sport- und Wettkampfanlage der Welt errichtet, die den neuen Richtlinien des Kanuslalomsports des ICF entspricht.

## Liste von Wildwasseranlagen
| Anlage                                        | Land                                             | Länge                                     | Typ          | WW     | Bemerkungen |
| --------------------------------------------- | ------------------------------------------------ | ----------------------------------------- | ------------ | ------ | --- |
| Augsburger Eiskanal                           | Deutschland (Bayern)                             | 660 m (olympische Strecke)                | Kanal        | IV     | Erste künstliche Wildwasseranlage, angelegt anlässlich der Olympischen Spiele 1972; Bundesleistungszentrum, Olympiastützpunkt |
| Kanupark Markkleeberg                         | Deutschland (Sachsen)                            | 270 m (Trainingsstrecke 130 m)            | Pumpen       | IV     | Erste komplett künstliche Anlage in Deutschland mit elektrischen Umwälzpumpen, 2007 eröffnet |
| Salinental Bad Kreuznach                      | Deutschland (Rheinland-Pfalz)                    |                                           | Fluss        | I-II   | Angelegt in der Nahe; Landesleistungszentrum |
| Kanusportanlage Bischofsmühle Hildesheim      | Deutschland (Niedersachsen)                      | 200 m                                     | Fluss        | I-III  | Angelegt in der Innerste, Baujahr 1982, Wasserdurchfluss durch verstellbares Wehr anpassbar, 4 künstliche Stufen (100 m) und zusätzlich mehrere Kehrwässen in der „Naturstufe“ (100 m) |
| Wildwasserpark Hohenlimburg                   | Deutschland (Nordrhein-Westfalen)                | 300 m                                     | Fluss        | II     | Angelegt in der Lenne, 2015 umgebaut; Bundesstützpunkt, Landesleistungszentrum, Olympiastützpunkt |
| Stiftsmühle Lippstadt                         | Deutschland (Nordrhein-Westfalen)                | 125 m                                     | Fluss        | ll     | Angelegt in der Lippe, 2025 |
| Wildwasserarena Flattach                      | Österreich (Kärnten)                             | 350 m, Höhendifferenz 3 m                 | Fluss        | III    | 2014 gebaute Strecke in der Möll; fest installierte Slalomtore, mittlerer Abfluss von 10–20 m³/s |
| Wildwasserpark Hüningen                       | Frankreich (Elsass)                              | 350 m                                     | Kanal        | II-III | 1993 angelegt im Hafen Hüningen des Hüningen-Kanals |
| Stade d’eau vive de L’Argentière-la-Bessée    | Frankreich (Hautes Alpes)                        | 450 m, Höhendifferenz 4 m                 | Fluss        | III    | 1993 eröffnete Wildwasserstrecke in der Durance mit rund 1 % Gefälle; 2007 umgebaut, geeigneter Durchfluss 50 – 80 m³ |
| St. Clément                                   | Frankreich (Hautes Alpes)                        | 200 m, Höhendifferenz 2 m                 | Fluss        | II     | künstliche Strecke in der Durance mit 1 % Gefälle; 32 fest installierte Slalomtore, 3 Spielbootwellen, Treidelkanal zum Aufstieg, geeigneter Durchfluss 20 – 100 m³/s |
| Stade d’eau vive Vaires-sur-Marne             | Frankreich (Seine-et-Marne)                      | 300 m (Trainingsstrecke 150 m)            | Kanal        |        | errichtet für die Olympischen Sommerspiele 2024 in Paris |
| Stade d’eau vive de Lannion                   | Frankreich (Côtes-d’Armor)                       | 250 m                                     | Fluss        |        | errichtet 1992 als Staustufe des Léguer in Lannion |
| Centre Eaux Vives Bourg St. Maurice           | Frankreich (Savoien)                             | 300 m ICF-Strecke, 200 m Trainingsstrecke | Fluss        | IV     | künstliche Strecke in der Isère; der obere Abschnitt von der Eisenbahnbrücke bis zur Straßenbrücke hat mit 4 % Gefälle und 12 m Höhenunterschied ICF-Niveau. Dort fanden die Slalom-Weltmeisterschaften von 1969, 1987 und nach dem Umbau nach dem Hochwasser von 1996 erneut 2002 statt. Nach der Eisenbahnbrücke folgt eine rund 200 m lange Trainingsstrecke mit ca. 1,5 % Gefälle, so dass die Strecke insgesamt 500 m lang ist. Ein geeigneter Durchfluss ist 20 m³/s, bei mehr als 30 m³/s nehmen die Schwierigkeiten stark zu. |
| Čunovo Water Sports Centre                    | Slowakei (bei Bratislava)                        | 356 m (Wettkampf), 460 m (Training)       | Kanal        | II     | 1996 auf einer kleinen Donauinsel beim Stausee Kraftwerk Gabčíkovo mit einer Höhendifferenz von 6,6 m bei beiden Strecken gebaut |
| Parc Olímpic del Segre in La Seu d’Urgell     | Spanien (Katalonien)                             | 300 m, Höhendifferenz 6,5 m               | Kanal        |        | Angelegt anlässlich der Olympischen Spiele 1992 in Barcelona. Die Strecke hat ein Gefälle von 2,2 %. Das Wasser des Segre wird bei einem oberhalb gelegenen Damm abgeleitet. Bei Niedrigwasser können vier 300-kW-Pumpen bis zu 12 m³/s Wasser zufügen, um den Maximalfluss von 17,5 m³/s zu erreichen. Wenn die Strecke nicht benutzt wird, oder wenn bei Hochwasser die 17,5 m³/s überschritten werden, werden die Pumpen umgekehrt und als Turbinen betrieben, um Strom für die Stadt zu erzeugen.                                 |
| Ocoee Whitewater Center                       | Vereinigte Staaten (Tennessee)                   | 415 m, Höhendifferenz 9 m                 | Fluss        |        | Angelegt anlässlich der Olympischen Spiele 1996 in Atlanta, erster Naturkurs in der olympischen Geschichte. Der Upper Ocoee River liegt wegen eines Wasserkraftwerks normalerweise trocken und wird für das kommerzielle Rafting an Sommerwochenenden zur Mittagszeit geflutet. Die Strecke hat ein Gefälle von 2,2 %. |
| Penrith Whitewater Stadium                    | Australien (Sydney)                              | 320 m, Höhendifferenz 5 m                 | Pumpen       |        | Angelegt anlässlich der Olympischen Spiele 2000 in Sydney. Die Strecke hat ein Gefälle von 1,6 %. |
| Olympiako Kentro Kanoe/Kagiak Slalom          | Griechenland (Athen)                             |                                           | Pumpen       |        | Angelegt anlässlich der Olympischen Spiele 2004 in Athen. Für den olympischen Wettkampf wurden 17,5 m³/s gepumpt. Seit August 2014 liegt die Anlage trocken. |
| Olympischer Ruder- und Kanupark Shunyi        | VR China, (Peking)                               |                                           | Pumpen       |        | Angelegt anlässlich der Olympischen Spiele 2008 in Peking, nicht mehr in Betrieb |
| Tees Barrage International White Water Course | England (Stockton-on-Tees)                       | 250 m, Höhendifferenz 3,7 m               | Kanal Pumpen |        | Angelegt 1995 zur Flusssanierung zusammen mit Stauwehr, das nur bei Ebbe Wasser ablässt; bei Flut muss gepumpt werden. |
| Lee Valley White Water Centre                 | England (Waltham Cross)                          | 300 m                                     | Pumpen       |        | Angelegt anlässlich der Olympischen Spiele 2012 in London. Die Strecke hat ein Gefälle von 1,8 %. |
| Olympic Whitewater Stadion                    | Brasilien (Rio de Janeiro), Stadtviertel Deodoro | 280 m                                     | Pumpen       |        | Angelegt anlässlich der Olympischen Spiele 2016 in Rio de Janeiro. In der X-Park-Sektion des Deodoro Olympic Parc befinden sich eine olympische WW III-IV Strecke und eine WW II-III Trainingsstrecke |
| Kanukanal Sömmerda                            | Deutschland (Thüringen)                          | 500 m, Höhendifferenz 3 m                 | Kanal        |        | 1974 angelegt als Trainings- und Wettkampfstrecke. |
| Kasai Canoe Slalom Centre                     | Japan (Tokio)                                    | 200 m, Höhendifferenz 4,5 m               | Pumpen       |        | Angelegt anlässlich der Olympischen Spiele 2021 in Tokio. |
| Falu Vildvattenpark                           | Schweden (Falun)                                 | 150 m                                     | Pumpen       |        | Angelegt 2018 als Trainingsanlage und für Sommergäste. Die Anlage pumpt maximal 12 m³/s |